# 大王胸漢魚
大王胸漢魚，為輻鰭魚綱銀漢魚目擬銀漢魚科的其中一種，分布於中東太平洋加利福尼亞灣半鹹水、海域，為為亞熱帶海水魚，體長可達15公分，棲息在沿海水域，生活習性不明。